# Crucifix de Giotto au musée du Louvre
Le Crucifix de Giotto au musée du Louvre   est un crucifix peint a tempera et or sur panneau de bois, réalisé en 1315 environ ; attribué à Giotto et ses assistants, il est conservé au musée du Louvre, à Paris.

## Histoire
Issu du rachat en 1861 des collections du marquis de Campana sous Napoléon III, il est intégré depuis 1862 aux collections du musée du Louvre. Ses attributions multiples rendent incertaines celles faite à Giotto.

## Description
Destiné à la procession, il est conforme aux représentations monumentales du Christ en croix de l'époque, à savoir :
- Le Christ sur la croix est en position dolens (souffrant), le corps tombant, le ventre proéminent sur son perizonium, la tête penchée en avant touchant l'épaule, les côtes saillantes, les plaies sanguinolentes, les pieds superposés.
- le crucifix est à tabellone (petits panneaux à scènes sur les extrémités de la croix : La Vierge Marie à gauche,  saint Jean apôtre à droite, présence du titulus en haut sous le panneau de l'« allégorie du pélican » se sacrifiant pour nourrir ses enfants, mais absence en bas, peut-être perdu, du panneau de la tombe d'Adam avec son crâne).
- Fond ouvragé à motifs gravés sur fond d'or, derrière le corps du Christ,

Moins typé que celui de Santa Maria Novella (le Christ est moins déhanché), son attribution par le style est plus incertaine.